# 高橋一郎 (衆議院議員)
高橋 一郎（たかはし いちろう、1926年〈大正15年〉3月6日 - 2015年〈平成27年〉9月25日）は、日本の政治家。自由民主党所属の衆議院議員（5期）。東京都中野区出身。東京工業専門学校（千葉大学工学部）中退。

## 来歴・人物
曾祖父の高橋平兵衛は豊多摩郡中野村長・町長、祖父の高橋信汎は豊多摩郡長や東京府会議員、父の高橋信一は中野区会議員や区議会議長を務めるという地方政治家の家系の四代目。
塔山小学校から東京府立第九中学校（現在の東京都立北園高等学校）へ進み、東京工業専門学校（現在の千葉大学工学部）に学ぶも中退。1946年、中野中学校（現在の明治大学付属中野中学校・高等学校）で監事の傍ら英語講師となる。まもなくGHQ技術本部の建築検査官に転じ、その後いくつかの建築会社の経営に参画する。
1959年、中野区議会議員に初当選。
1965年、東京都議会議員に初当選。
1979年、東京都議会議長に就任。
1986年、旧東京4区から衆議院議員に初当選（当選同期に鳩山由紀夫・斉藤斗志二・三原朝彦・村井仁・逢沢一郎・金子一義・武村正義・杉浦正健・園田博之・中山成彬・新井将敬・石破茂・笹川堯・武部勤・井出正一・村上誠一郎など）。以降、連続当選5回。
1990年、経済企画政務次官に就任。
1993年、自民党を離党し、新生党に参加。この年、衆議院逓信委員長に就任。
1996年、自民党に復党し、総選挙では比例代表東京ブロック3位で当選。
2000年、建設省総括政務次官に就任。2001年、国土交通副大臣に就任。
2003年、自民党比例区の定年制に基づき、政界引退。
ほかに、衆議院政治倫理の確立及び公職選挙法改正に関する特別委員会委員長、青少年問題に関する特別委員会理事、自由民主党国民運動本部推進部長、自由民主党全国組織委員会証券金融局長、全国都道府県議会議長会会長などの要職を歴任。
また、大の好角家としても知られた。
2015年9月25日、心不全のため死去。89歳没。叙従三位。
五代目にあたる長男の高橋一実（かずちか）は、2005年と2009年の東京都議会議員選挙に自民党公認で出馬したが2回とも落選している。その後、2011年の中野区議会議員選挙に自民党公認で出馬し当選している。